# Tisbe reticulata
Tisbe reticulata is een eenoogkreeftjessoort uit de familie van de Tisbidae. De wetenschappelijke naam van de soort is voor het eerst geldig gepubliceerd in 1951 door Bocquet.